# Nigeria

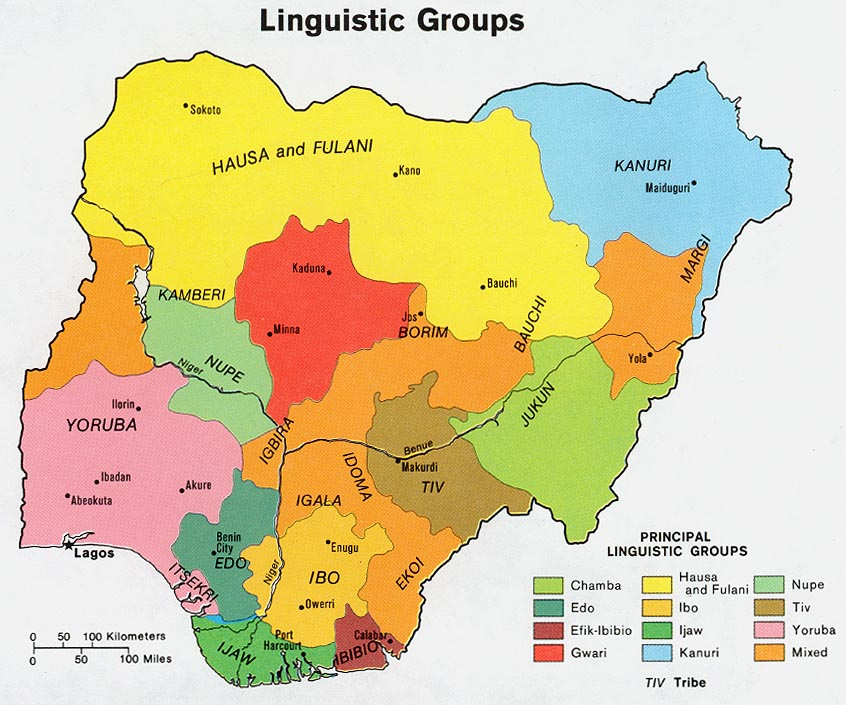
Mapa lingwistyczna Nigerii z 1979

Nigeria, Federalna Republika Nigerii (ang. Federal Republic of Nigeria) – państwo w Afryce Zachodniej nad Zatoką Gwinejską, najludniejsze na kontynencie afrykańskim. Nazwa kraju pochodzi od rzeki Niger. Po raz pierwszy pojawiła się w brytyjskiej gazecie The Times w 1897 roku. Państwo sąsiaduje z Beninem, Nigrem, Czadem i Kamerunem. Obecnie członek Unii Afrykańskiej i ECOWAS.

## Ustrój polityczny
Nigeria jest republiką federalną. Głową państwa od 29 maja 2023 jest prezydent Bola Tinubu, który jednocześnie sprawuje funkcję szefa rządu.

## Siły zbrojne
Nigeria dysponuje trzema rodzajami sił zbrojnych: wojskami lądowymi, marynarką wojenną oraz siłami powietrznymi. Uzbrojenie sił lądowych Nigerii składało się w 2014 roku z: 363 czołgów, 1450 opancerzonych pojazdów bojowych, 29 dział samobieżnych, 21 wieloprowadnicowych wyrzutni rakietowych oraz 680 zestawów artylerii holowanej. Marynarka wojenna Nigerii dysponowała w 2014 roku 51 okrętami obrony przybrzeża, jedną fregatą oraz dwoma okrętami obrony przeciwminowej. Nigeryjskie siły powietrzne natomiast posiadały uzbrojenie w postaci 10 myśliwców, 36 samolotów transportowych, 40 samolotów szkolno-bojowych, 36 śmigłowców oraz 8 śmigłowców szturmowych.
Wojska nigeryjskie w 2014 roku liczyły 130 tys. żołnierzy zawodowych oraz 32 tys. rezerwistów. Według rankingu Global Firepower (2014) nigeryjskie siły zbrojne stanowią 47. siłę militarną na świecie, z rocznym budżetem na cele obronne w wysokości 2,3 mld dolarów (USD).
W 2021 roku została zawarta umowa ramowa między Nigerią i Rosją. Porozumienie wojskowo-techniczne obejmuje dostarczanie przez Rosję sprzętu wojskowego oraz zapewnianie szkoleń, a także obsługę posprzedażową i transfer technologii.

## Podział administracyjny
Nigeria jest podzielona na 36 stanów i 1 terytorium.

## Geografia
Nigeria jest położona nad Zatoką Gwinejską. Posiada wybrzeże typu lagunowego, które charakteryzuje się płaską i w niektórych miejscach bagnistą niziną, w dużej części utworzoną przez deltę Nigru. Centralna część Nigerii to pagórkowate wzniesienia i płaskowyże (Joruba, Udi, Oban), wśród których najwyższą część stanowi wyżyna Dżos, z najwyższym wzniesieniem Nigerii – Shere Hill, które osiąga wysokość 1781 m n.p.m. Północ kraju to jałowe niziny.
Nigeria podzielona jest na trzy części przez rzeki Niger i Benue, które płyną odpowiednio z kierunku północno-zachodniego i wschodniego. Obie rzeki łączą się pod nową stolicą Abudżą i deltą Nigru wpadają do morza.

### Klimat
Klimat, w części południowej równikowy – gorący i wilgotny, przechodzi w części północnej początkowo w podrównikowy wilgotny, a następnie w podrównikowy suchy. Wraz ze zmianą klimatu zmienia się świat roślin i zwierząt.

## Środowisko naturalne
Roślinność w Nigerii można podzielić na strefy, zgodnie z warunkami klimatycznymi, od bardzo wilgotnych na południu (sąsiedztwo Oceanu Atlantyckiego), do wybitnie suchych na północy (silny wpływ Sahary). Najdalej na południe występują tereny leśne (wilgotne lasy równikowe), na wybrzeżu – lasy namorzynowe. Bardziej na północ pojawia się roślinność sawanny. Pora deszczowa trwa od czerwca do września. Północna część kraju to jałowa kraina.

## Demografia
Nigeria jest najliczniej zaludnionym państwem Afryki – około jedną piątą populacji kontynentu stanowią obywatele Nigerii. Współczynnik urbanizacji kraju wynosi około 40% (dane ONZ na rok 2014). W całej Nigerii występuje ok. 250 różnych grup etnicznych o znacznym zróżnicowaniu.

### Wzrost populacji Nigerii
Nigeria charakteryzuje się jednym z najwyższych współczynników przyrostu naturalnego w Afryce Zachodniej, szacowanym obecnie na 32 promile.
Wzrost populacji Nigerii według danych Banku Światowego:
| Rok  | Liczba ludności | Tempo wzrostu ludności |
| ---- | --------------- | ---------------------- |
| 1960 | 46 mln          | 2,09%                  |
| 1980 | 75,6 mln        | 2,84%                  |
| 1991 | 100 mln         | 2,46%                  |
| 2000 | 123,7 mln       | 2,38%                  |
| 2010 | 158,424 mln     | 2,52%                  |

### Grupy etniczne i wyznania religijne
Nigeria jest krajem licznych grup etnicznych. Ludzie różnych grup porozumiewają się po angielsku, znając oprócz tego jedno lub dwa miejscowe narzecza. Joruba, hausa i igbo (ibo) są najbardziej rozpowszechnionymi językami w Nigerii.
| Grupa etniczna      | Język        | Liczebność w tys. | Procent ludności |
| ------------------- | ------------ | ----------------- | ---------------- |
| Jorubowie (2 grupy) | Język joruba | 39 647            | 20,69%           |
| Igbo (10 grup)      | Język ibo    | 31 708            | 16,55%           |
| Hausa (3 grupy)     | Język hausa  | 30 816            | 16,08%           |
| Fulani (5 grup)     | Język ful    | 19 924            | 10,4%            |
| Kanuri (3 grupy)    | Język kanuri | 7 126             | 3,72%            |
| Ibibio              | Język ibibio | 5 772             | 3,01%            |
| Tiv                 | Język tiv    | 4 242             | 2,21%            |
| Ijaw (10 grup)      | Język ijaw   | 3 507             | 1,83%            |
| Anaang              | Język anaang | 2 687             | 1,4%             |
| Ebira               | Język ebira  | 2 061             | 1,08%            |

Wyznania religijne w Nigerii przeplatają się i terytorialnie, i w obrębie grup etnicznych, przy czym islam dominuje na północy, a chrześcijaństwo na południu kraju.
Na północy kraju dominującymi grupami etnicznymi (2/3 kraju) są Hausa i Fulanie (głównie wyznania islamskiego). Inne główne grupy etniczne tej części kraju to Nupe, Tiw i Kanuri. Jorubowie dominują na południowym zachodzie. 60% z nich to chrześcijanie, 39% to muzułmanie, czasami głęboko wierzący, a nawet fanatyczni. Chrześcijańska grupa Ibo jest największą grupą etniczną na południowym wschodzie (obszar dawnej Biafry). Efikowie, Ibibio/Anaang i Ijaw stanowią kolejny segment tej mozaiki narodowościowo-kulturowej.
Większość nigeryjskich muzułmanów to sunnici malikici, jednak od 4 do 10 milionów muzułmanów to szyici. Zamieszkują głównie północne stany Kano i Sokoto. Islam szyicki obecny jest w Nigerii od 1980 roku, gdy muzułmański duchowny Ibrahim Zakzaky zaczął nawracać sunnitów na szyizm. Od początku jego działalności szyici byli prześladowani przez sunnitów, zarówno związanych z terrorystyczną organizacją Boko Haram, jak również przez armię i urzędników państwowych.
Struktura religijna kraju w 2015 roku według ARDA:
- chrześcijanie – 48,8%:
  - protestanci – 37,6% (głównie anglikanie, zielonoświątkowcy, niezależne Kościoły afrykańskie i baptyści[10]),
  - katolicy – 10,6%,
  - pozostali – 0,7%,
- muzułmanie – 43,4%:
  - sunnici – 35,5%,
  - szyici – 6,4%,
  - pozostali – 1,5%,
- tradycyjne religie plemienne – 7,4%,
- bez religii – 0,3%,
- inne religie – 0,1%.

### Miasta
Główne i zarazem największe miasta są położone na południu kraju.
Poniższa lista przedstawia największe aglomeracje Nigerii, według danych World Urban Areas z 2018 roku:
| 1  | Lagos         | Lagos                          | 13 910 000 |
| 2  | Onitsha       | Anambra                        | 7 850 000  |
| 3  | Kano          | Kano                           | 3 875 000  |
| 4  | Ibadan        | Oyo                            | 3 070 000  |
| 5  | Abudża        | Federalne Terytorium Stołeczne | 2 605 000  |
| 6  | Uyo           | Akwa Ibom                      | 2 230 000  |
| 7  | Port Harcourt | Rivers                         | 2 060 000  |
| 8  | Nsukka        | Enugu                          | 1 840 000  |
| 9  | Benin         | Edo                            | 1 445 000  |
| 10 | Aba           | Abia                           | 1 290 000  |
| 11 | Kaduna        | Kaduna                         | 1 140 000  |

## Gospodarka
W 2018 Nigeria była największą gospodarką Afryki. Jej podstawą są rolnictwo i przemysł wydobywczy. Głównymi uprawami są: maniok, sorgo, proso, kukurydza, bataty i ryż. Uprawia się także palmę olejową, kakaowiec, orzeszki ziemne i bawełnę. Olej palmowy, kakao, bawełnę i kauczuk przeznacza się głównie na eksport.
Najważniejszą rolę w gospodarce odgrywa przemysł wydobywczy, a zwłaszcza eksploatacja złóż ropy naftowej. Eksport ropy to główne źródło dochodu narodowego Nigerii.
Wydobywa się tam również węgiel kamienny i cynę.
Mimo rozwoju nowoczesnej gospodarki, ludność nadal trudni się prymitywnymi formami gospodarowania, stosując np. koczowniczy chów zwierząt lub wypalanie sawanny pod uprawy rolne.
Na terytorium kraju znajduje się dużo nieeksploatowanych jeszcze bogactw naturalnych. Mimo dużego potencjału gospodarczego kraj dręczy bieda, m.in. z uwagi na liczne patologie społeczne, np. korupcję.

## Kultura

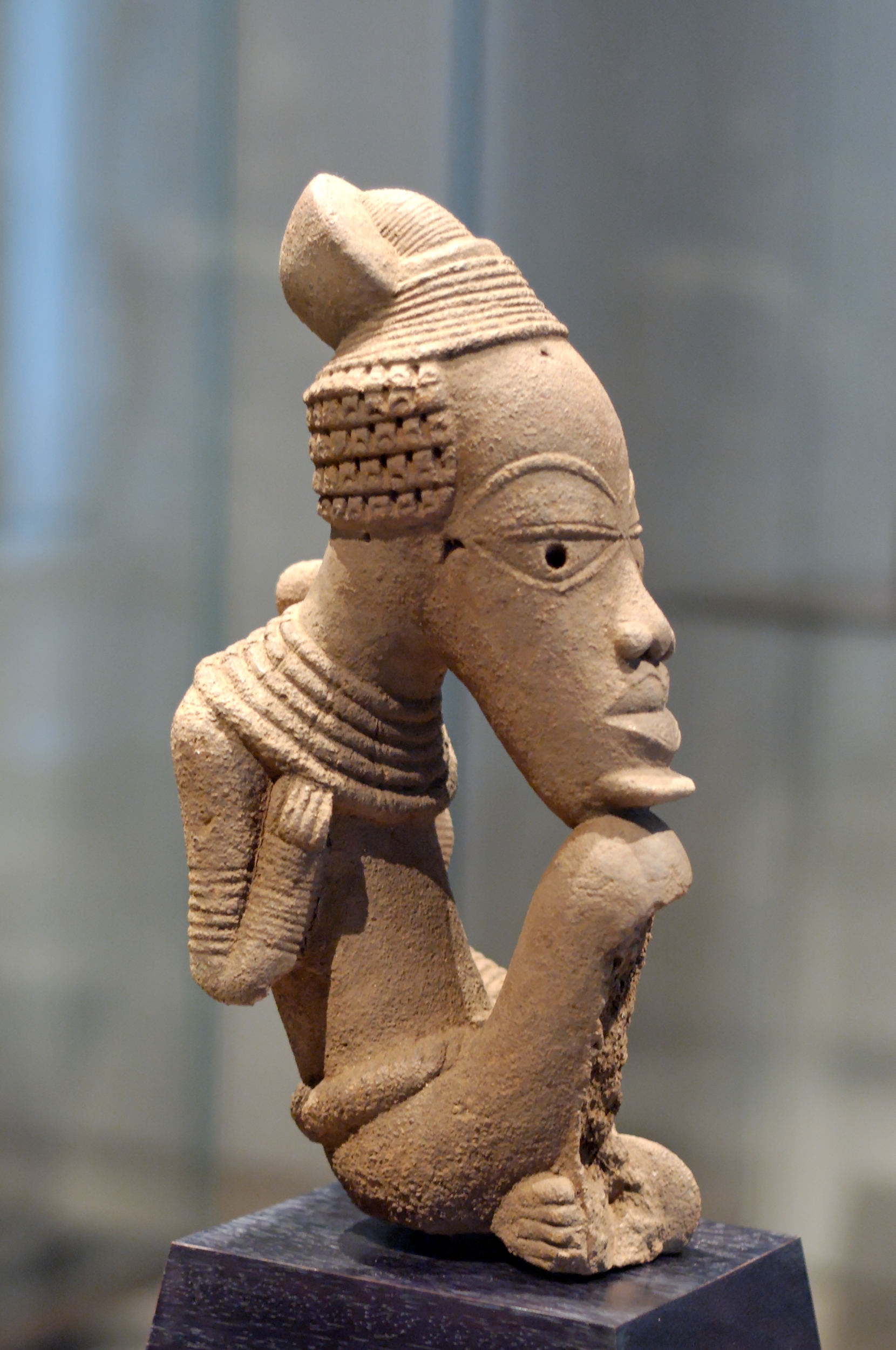
Rzeźba, terracotta

Nigeria jest największym producentem filmów fabularnych na świecie po Indiach, wyprzedzając USA. W wytwórniach filmowych w Lagos, zwanych potocznie Nollywoodem, powstaje około 1200 filmów rocznie. Ich dokładna liczba nie jest jednak możliwa do oszacowania z powodu cenzury.

## Święta państwowe
| Data                          | Polska nazwa                                               | Oryginalna nazwa                            |
| ----------------------------- | ---------------------------------------------------------- | ------------------------------------------- |
| 1 stycznia                    | Nowy Rok                                                   | New Year’s Day                              |
| trzy dni w marcu lub kwietniu | Wielkanoc                                                  | Easter                                      |
| święto ruchome                | zakończenie postu w miesiącu Ramadan – święto muzułmańskie | Eid al-Fitr = święto zakończenia postu      |
| 1 maja                        | Święto Pracy                                               | Worker’s Day                                |
| 27 maja                       | Dzień Dziecka                                              | Children’s Day                              |
| dwa dni w czerwcu             | Zakończenie miesiąca Zu al-Hidżdża – święto muzułmańskie   | Eid el-Kabir lub Eid al-Adha = święto ofiar |
| dzień we wrześniu             | Urodziny Mahometa, proroka islamu                          | Eid el-Maulid                               |
| 1 października                | Dzień Niepodległości                                       | Independence Day                            |
| 25 grudnia                    | Boże Narodzenie                                            | Christmas                                   |